# 26ns Premis del Cinema Europeu
Els 26ns Premis del Cinema Europeu, presentats per l'Acadèmia del Cinema Europeu, van reconèixer l'excel·lència del cinema europeu. La cerimònia va tenir lloc el 7 de desembre de 2013 al Berliner Festspiele de Berlín. La mestre de cerimònies va ser novament l'actriu i còmic alemanya Anke Engelke.

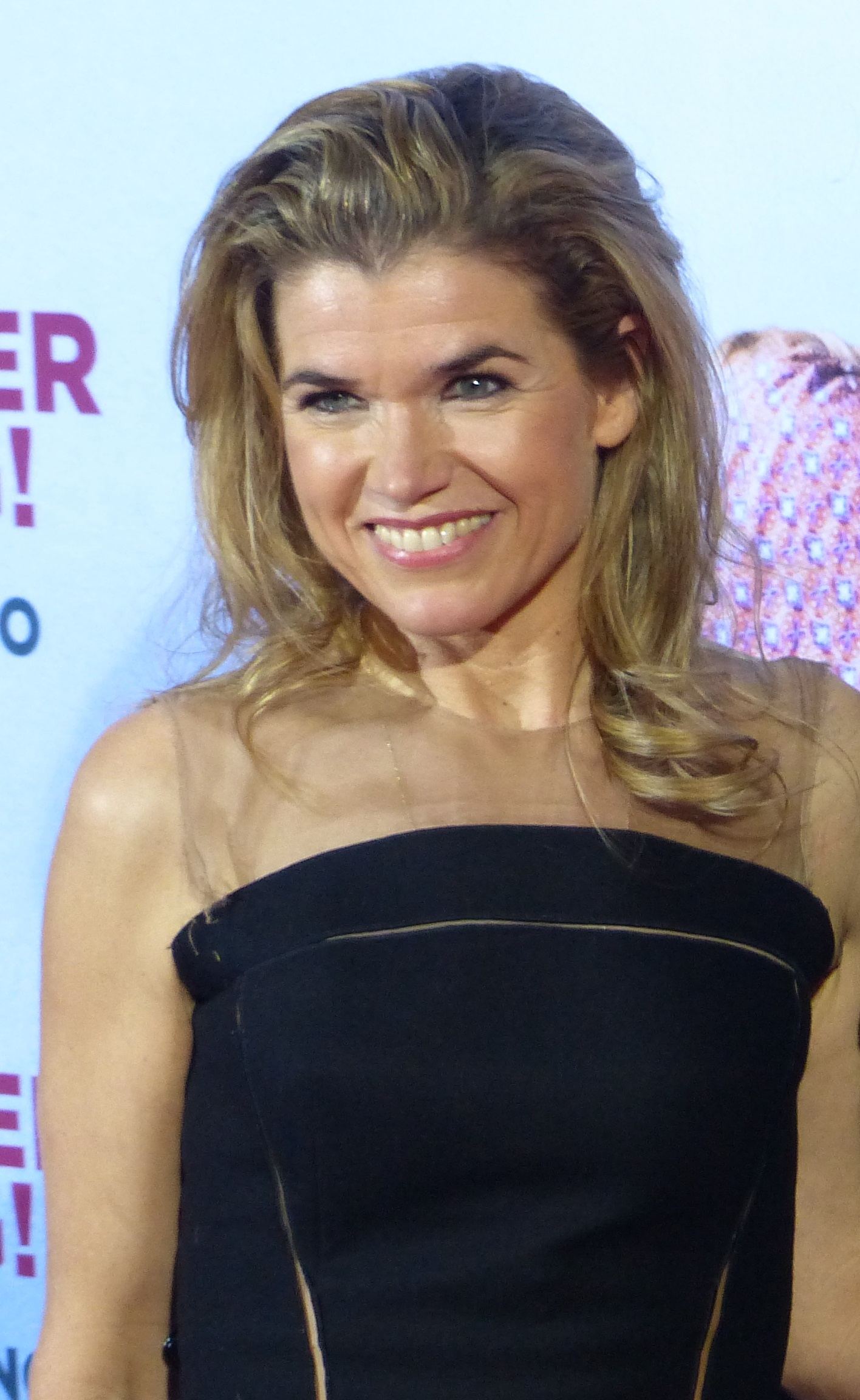
Anke Engelke, presentadora de la gala

El 10 de setembre de 2013, l'Acadèmia de Cinema Europeu va publicar la llista de llargmetratges considerats per al premi, format per 46 obres que representen 32 països, vint de les quals van ser proposades pels països amb més membres de l'Acadèmia d'entre les seves pel·lícules, i vint-i-sis per part del Consell d'Administració de l'EFA, amb la participació d'experts convidats. La llista de nominats al premi, que enguany s'ha ampliat per incloure la categoria de millor comèdia europea, es va donar a conèixer el 9 de novembre al Festival de Cinema Europeu de Sevilla. El 28 d'octubre, un jurat especial de set membres va decidir la millor de les sis professions tècniques de cinema (compositor, director de fotografia, editor, dissenyador visual, així com dissenyador de vestuari i dissenyador de so, que van aparèixer en dues noves categories el 2013.
Les pel·lícules Alabama Monroe de Felix Van Groeningen, amb sis nominacions (millor pel·lícula, millor actor, millor actriu, millor director, millor guionista i premi del públic) i La grande bellezza de Paolo Sorrentino amb cinc nominacions (millor pel·lícula, millor director, millor actor, millor guió, millor muntador) eren les grans favorites, mentre que les espanyoles Blancaneu de Pablo Berger, va obtenir tres nominacions (millor pel·lícula, millor director i millor vestuari) i Los abrazos rotos de Pedro Almodóvar en va tenir dues (millor comèdia i premi del públic).
La gran guanyadora va ser La grande bellezza de Paolo Sorrentino, que va guanyar els premis a la millor pel·lícula, millor director, millor actor i millor muntatge, mentre que Alabama Monroe només va guanyar el premi a la millor actriu i Blancaneu al del millor vestuari. El veterà compositor Ennio Morricone va guanyar el premi al millor compositor per l'italiana La millor oferta i el premi del públic la va guanyar La Cage dorée de Ruben Alves.
Tot i que la seva pel·lícula no va rebre cap premi Pedro Almodóvar va rebre el premi a la millor contribució europea al cinema mundial.El premi li va entregar Noomi Rapace i el va dedicar, entre d'alters, als "espanyols víctimes del govern insensible als problemes del país. El premi a la trajectòria fou atorgat a l'actriu francesa Catherine Deneuve.

## Pel·lícules seleccionades
1. 8-pallo - director: Aku Louhimies
2. Anna Karenina dirigida per Joe Wright
3. Araf dirigida per Yeşim Ustaoğlu
4. Äta sova dö - director: Gabriela Pichler
5. Berberian Sound Studio dirigit per Peter Strickland
6. Blancaneu - director: Pablo Berger
7. Borgman - dirigida per Alex Van Warmerdam
8. Tsvetat Na Khameleona (Цветьт На Хамелеона) - director: Emil Hristov
9. A la casa - director: François Ozon
10. Djúpið - director: Baltasar Kormákur
11. Dolgaia stxastlivaia jizn (Долгая Счастливая Жизнь) - director: Boris Khlebnikov
12. Dom över död man - director: Jan Troell
13. Epizoda u životu berača željeza - director: Danis Tanović
14. Grenzgänger - director: Florian Flicker
15. Grzeli nateli dgeebi გრძელი ნათელი დღეები dirigida per Nana Ekvtimishvili i Simon Gross
16. Hannah Arendt - dirigida per Margarethe von Trotta
17. Hořící Keř - director: Agnieszka Holland
18. I aionia epistrofi tou Antoni Paraskeva (Η Αιόνια Επιστροφή Του Αντώνη Παρασκευά) - director: Elina Psikou
19. Imagine - director: Andrzej Jakimowski
20. Izmena (Измена) - director: Kirill Serebrennikov
21. Kapringen - director: Tobias Lindholm
22. Kon-Tiki dirigit per Joachim Rønning i Espen Sandberg
23. Krugovi (Кругови) - director: Srdan Golubović
24. La grande bellezza - director: Paolo Sorrentino
25. Lemale et ha'ḥalal (לאםל את חלל) dirigit per Rama Burshtein
26. La millor oferta - director: Giuseppe Tornatore
27. L'Inconnu du lac  - director: Alain Guiraudie
28. The Impossible - dirigida per Juan Antonio Bayona
29. Los amantes pasajeros - director: Pedro Almodóvar
30. A Strange Course of Events (מעל הגבהה) - director: Raphaël Nadjari
31. Môj pes Killer - director: Mira Fornay
32. Oh Boy - dirigida per Jan-Ole Gerster
33. Oikopedo 12 - director: Kyriacos Tofarides
34. Only God forgives - director: Nicolas Winding Refn
35. Paradies: Glaube (Paradise of Faith) - director: Ulrich Seidl
36. Poziţia copilului (Cor de la mare) - director: Călin Peter Netzer
37. Rosie - dirigida per Marcel Gisler
38. Som du ser meg - director: Dag Johan Haugerud
39. Svećenikova djeca (Fills del sacerdot) - director: Vinko Brešan
40. Syngué sabour. Pierre de patience - dirigida per Atiq Rahimi
41. Alabama Monroe dirigit per Felix Van Groeningen
42. The Congress - director: Ari Folman
43. The Selfish Giant - director: Clio Barnard
44. To agori troei to fagito tou pouliou (To Αγορι Τρωει Το Φαγητο Του Πουλιου) - director: Ektoras Lygizos
45. W imię... dirigit per Małgorzata Szumowska
46. What Richard Did dirigit per Lenny Abrahamson

## Guanyadors i nominats
Els guanyadors estan en fons groc i en negreta.

### Millor pel·lícula europea
| Títol              | Director(s)          | Productor(s)                                      | País           |
| ------------------ | -------------------- | ------------------------------------------------- | -------------- |
| La grande bellezza | Paolo Sorrentino     | Nicola Giuliano                                   | Itàlia, França |
| Blancaneu          | Pablo Berger         | Ibon Cormenzana Jérôme Vidal                      | Espanya        |
| Alabama Monroe     | Felix Van Groeningen | Dirk Impens                                       | Bèlgica        |
| La millor oferta   | Giuseppe Tornatore   | Isabella Cocuzza Arturo Paglia                    | Itàlia         |
| Oh Boy!            | Jan-Ole Gerster      | Alexander Wadouh                                  | Alemanya       |
| La vida d'Adèle    | Abdellatif Kechiche  | Abdellatif Kechiche Vincent Maraval Brahim Chioua | França         |

### Millor comèdia europea
| Títol                         | Director(s)     | País de producció |
| ----------------------------- | --------------- | ----------------- |
| Amor és tot el que necessites | Susanne Bier    | Dinamarca         |
| Los amantes pasajeros         | Pedro Almodóvar | Espanya           |
| Svećenikova djeca             | Vinko Brešan    | Croàcia           |
| Benvenuto Presidente!         | Riccardo Milani | Itàlia            |

### Premi al descobriment europeu-Prix Fipresci
| Títol       | Director(s)      | Productor(s)                                                                   | País     |
| ----------- | ---------------- | ------------------------------------------------------------------------------ | -------- |
| Oh Boy!     | Jan-Ole Gerster  | ---Marcos Kantis, Alexander Wadouh                                             | Alemanya |
| Äta sova dö | Gabriela Pichler | China Åhlander                                                                 | Suècia   |
| Call Girl   | Mikael Marcimain | Mimmi Spång                                                                    | ,        |
| Miele       | Valeria Golino   | Riccardo Scamarcio, Viola Prestieri, Anne-Dominique Toussaint, Raphaël Berdugo | ,        |
| La plaga    | Neus Ballús      | Pau Subirós                                                                    | Espanya  |

### Millor director europeu
| Receptor(s)           | Títol              |
| --------------------- | ------------------ |
| Paolo Sorrentino      | La grande bellezza |
| Pablo Berger          | Blancaneu          |
| Felix Van Groeningen  | Alabama Monroe     |
| / Abdellatif Kechiche | La vida d'Adèle    |
| François Ozon         | A la casa          |
| Giuseppe Tornatore    | La millor oferta   |

### Millor actriu europea
| Receptor(s)        | Títol             |
| ------------------ | ----------------- |
| Veerle Baetens     | Alabama Monroe    |
| Luminița Gheorghiu | Poziţia copilului |
| Keira Knightley    | Anna Karenina     |
| Barbara Sukowa     | Hannah Arendt     |
| / Naomi Watts      | The Impossible    |

### Millor actor europeu
| Receptor(s)       | Títol              |
| ----------------- | ------------------ |
| Toni Servillo     | La grande bellezza |
| Jude Law          | Anna Karenina      |
| Johan Heldenbergh | Alabama Monroe     |
| Fabrice Luchini   | A la casa          |
| Tom Schilling     | Oh Boy!            |

### Millor guió europeu
| Receptor(s)                         | Títol               |
| ----------------------------------- | ------------------- |
| François Ozon                       | A la casa           |
| Paolo Sorrentino Umberto Contarello | La grande bellezza  |
| Tom Stoppard                        | Anna Karenina       |
| Giuseppe Tornatore                  | La migliore offerta |
| Felix Van Groeningen Carl Joos      | Alabama Monroe      |

### Millor fotografia - Premi Carlo di Palma
| Receptor(s) | Títol              |
| ----------- | ------------------ |
| Asaf Sudry  | Lemale et ha'ḥalal |

### Millor muntatge
| Receptor(s)           | Títol              |
| --------------------- | ------------------ |
| Cristiano Travaglioli | La grande bellezza |

### Millor direcció artística
| Receptor(s)     | Títol         |
| --------------- | ------------- |
| Sarah Greenwood | Anna Karenina |

### Millor compositor
| Receptor(s)     | Títol            |
| --------------- | ---------------- |
| Ennio Morricone | La millor oferta |

### Millor dissenyador de vestuari
| Receptor(s)  | Títol     |
| ------------ | --------- |
| Paco Delgado | Blancaneu |

### Millor disseny de so
| Receptor(s)                  | Títol           |
| ---------------------------- | --------------- |
| Matz Müller i Erik Mischijew | Paradise: Faith |

### Millor pel·lícula europea d'animació
Els nominats a la millor pel·lícula d'animació van ser seleccionats per un comitè format per membres de la junta directiva de l'EFA i representants de l'Associació Europea de Pel·lícules d'Animació.
| Títol        | Director(s)   | País                                                       |
| ------------ | ------------- | ---------------------------------------------------------- |
| The Congress | Ari Folman    | Israel · Alemanya · Polònia · Luxemburg · França · Bèlgica |
| Jasmine      | Alain Ughetto | França                                                     |
| Pinocchio    | Enzo d'AIò    | Itàlia · Luxemburg · França · Bèlgica                      |

### Millor documental - Prix arte
| Títol              | Director(s)        | País                             |
| ------------------ | ------------------ | -------------------------------- |
| The Act of Killing | Joshua Oppenheimer | Dinamarca · Noruega · Regne Unit |
| L'Escale           | Kaveh Bakhtiari    | Suïssa · França                  |
| L'Image manquante  | Rithy Panh         | França · Cambodja                |

### Millor curtmetratge
Els nominats al millor curtmetratge foren seleccionats per un jurat independent a diversos festivals de cinema d'arreu d'Europa.
| Títol                          | Director(s)                        | País                            | Festival                     |
| ------------------------------ | ---------------------------------- | ------------------------------- | ---------------------------- |
| Dood van een Schaduw           | Tom Van Avermaet                   | Bèlgica / França                | Seminci                      |
| As Ondas                       | Miguel Fonseca                     | Portugal                        | Festival de Gant             |
| Morning                        | Cathy Brady                        | Regne Unit / Irlanda            | Festival de Cork             |
| Though I Know the River Is Dry | Omar Robert Hamilton               | Egipte / Palestina / Regne Unit | Festival de Rotterdam        |
| Skok                           | Petar Valchanov Kristina Grozeva   | Bulgària                        | Festival de Clermont-Ferrand |
| Misterio                       | Chema García Ibarra                | Espanya                         | Berlinale                    |
| Sonntag 3                      | Jochen Kuhn                        | Alemanya                        | Festival de Tampere          |
| Letter                         | Sergei Loznitsa                    | Rússia                          | Festival de Cracòvia         |
| Yaderni wydhody                | Miroslav Slaboshpitsky             | Ucraïna                         | Festival de Grimstad         |
| Cut                            | Christoph Girardet Matthias Müller | Alemanya                        | Festival de Vila do Conde    |
| Zima                           | Cristina Picchi                    | Rússia                          | Festival de Locarno          |
| A Story for the Modlins        | Sergio Oksman                      | Espanya                         | Festival de Sarajevo         |
| Houses with Small Windows      | Bülent Öztürk                      | Bèlgica                         | Festival de Venècia          |
| La lampe au beurre de yak      | Wei Hu                             | França / R.P. de la Xina        | Festival de Drama            |
| Orbit Ever After               | Jamie Magnus Stone                 | Regne Unit                      | Festival de Bristol          |

### Premis del Públic
Els guanyadors del Premi del Públic van ser escollits per votació en línia.
| Pel·lícula                    | Director                        | País                                                 |
| ----------------------------- | ------------------------------- | ---------------------------------------------------- |
| La Cage dorée                 | Ruben Alves                     | Portugal · França                                    |
| Anna Karenina                 | Joe Wright                      | Regne Unit                                           |
| La millor oferta              | Giuseppe Tornatore              | Itàlia                                               |
| Alabama Monroe                | Felix Van Groeningen            | Bèlgica                                              |
| Djúpið                        | Baltasar Kormákur               | Islàndia                                             |
| Los amantes pasajeros         | Pedro Almodóvar                 | Espanya                                              |
| The Impossible                | Juan Antonio Bayona             | Espanya                                              |
| Kon-Tiki                      | Joachim Rønning, Espen Sandberg | Noruega · Dinamarca · Alemanya · Regne Unit · Suècia |
| Amor és tot el que necessites | Susanne Bier                    | Dinamarca                                            |
| Oh Boy!                       | Jan-Ole Gerster                 | Alemanya                                             |
| Searching for Sugar Man       | Malik Bendjelloul               | Suècia · Regne Unit                                  |

### Premi Eurimages
- Ada Solomon[16]

### Premi del mèrit europeu al Cinema Mundial
- Pedro Almodóvar

### Premi a la carrera
- Catherine Deneuve

## Galeria

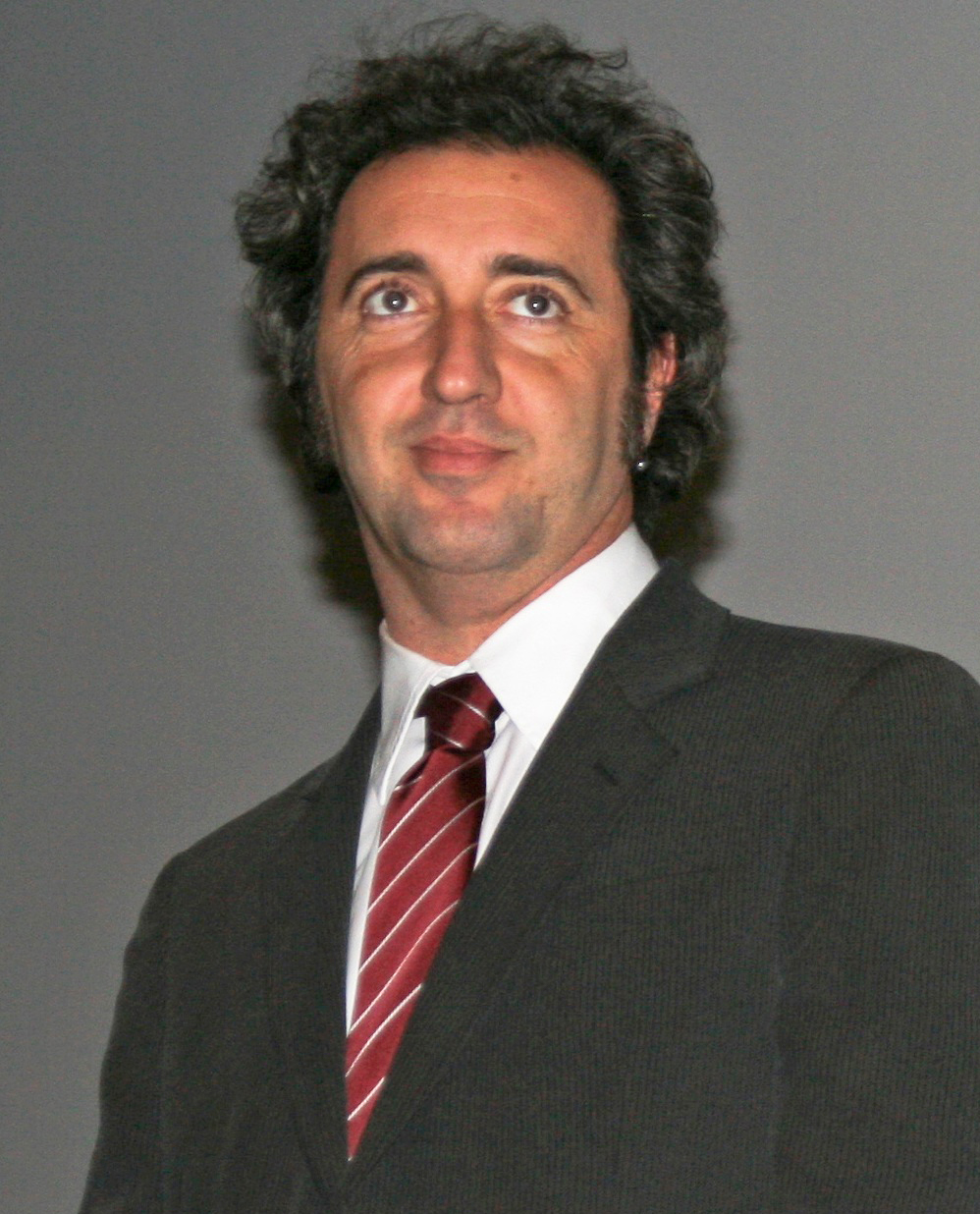
Paolo Sorrentino, millor pel·lícula i director
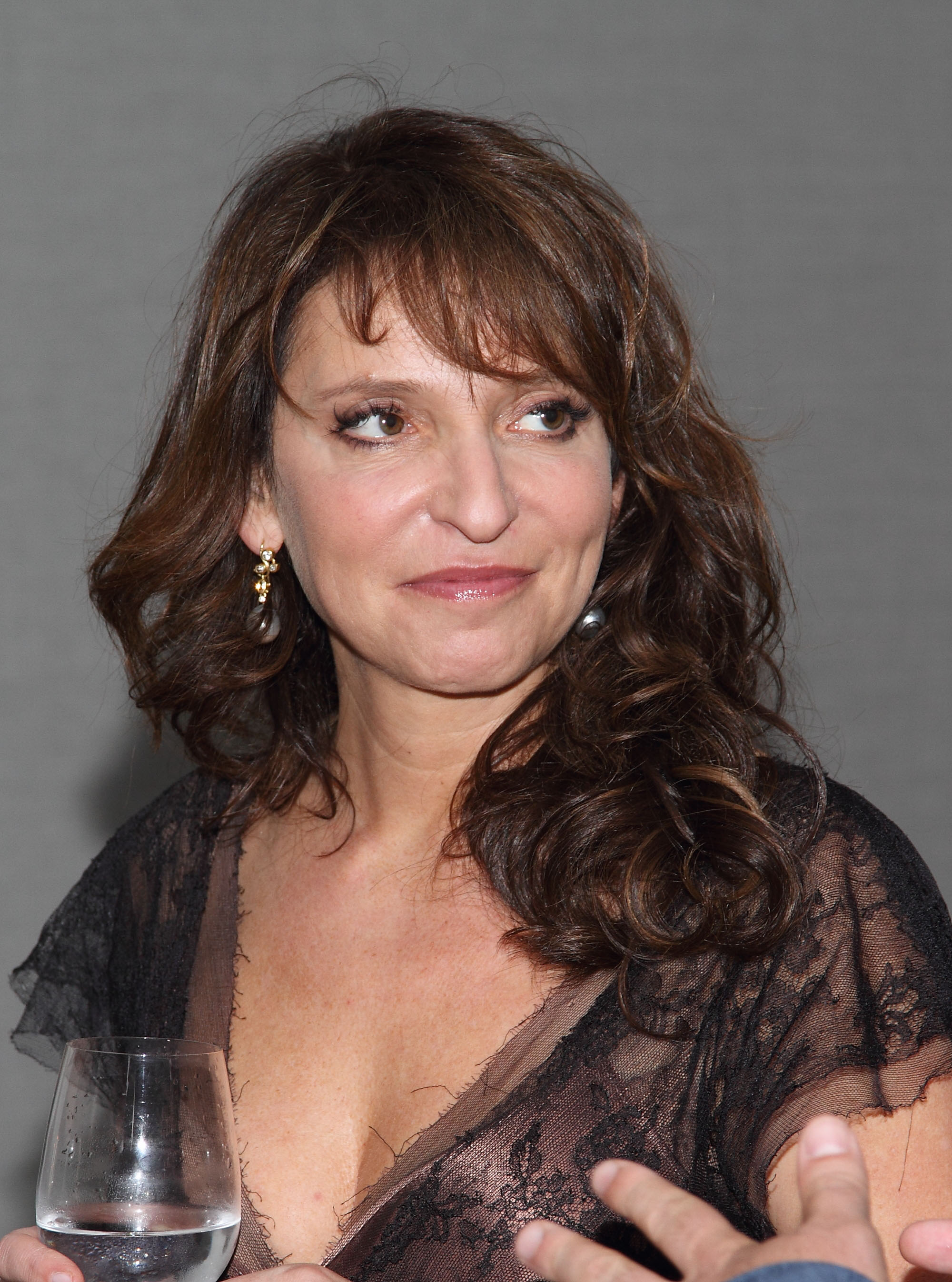
Millor comèdia
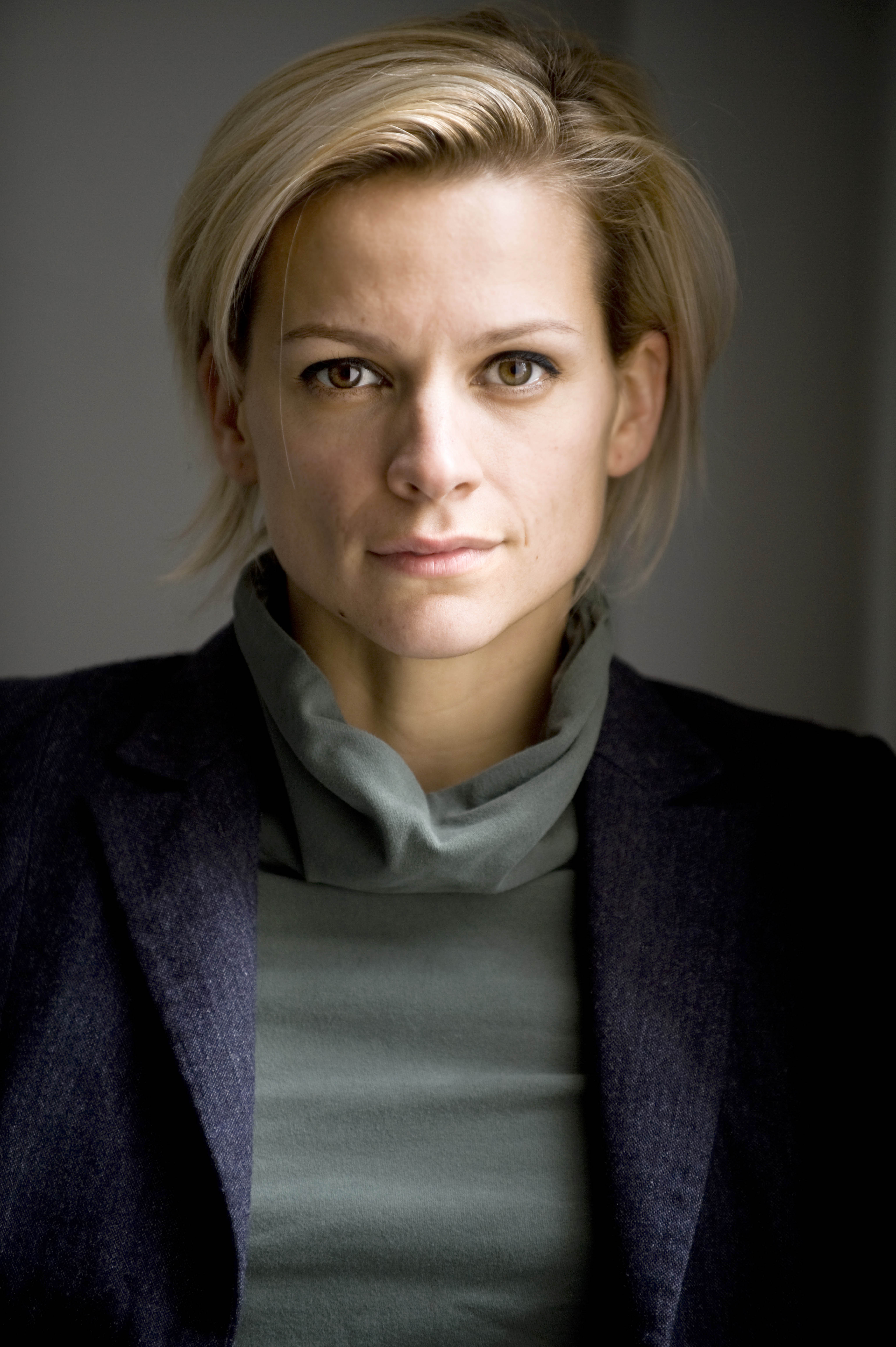
Veerle Baetens, millor actriu
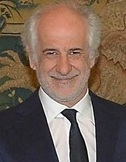
Toni Servillo, millor actor
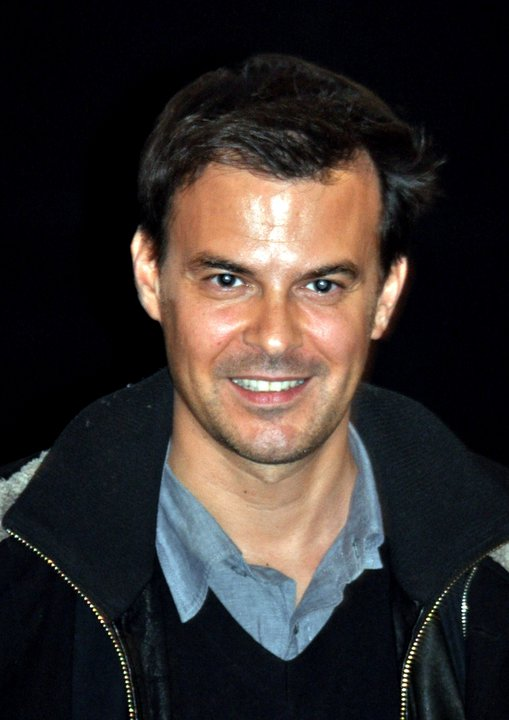
François Ozon, millor guió
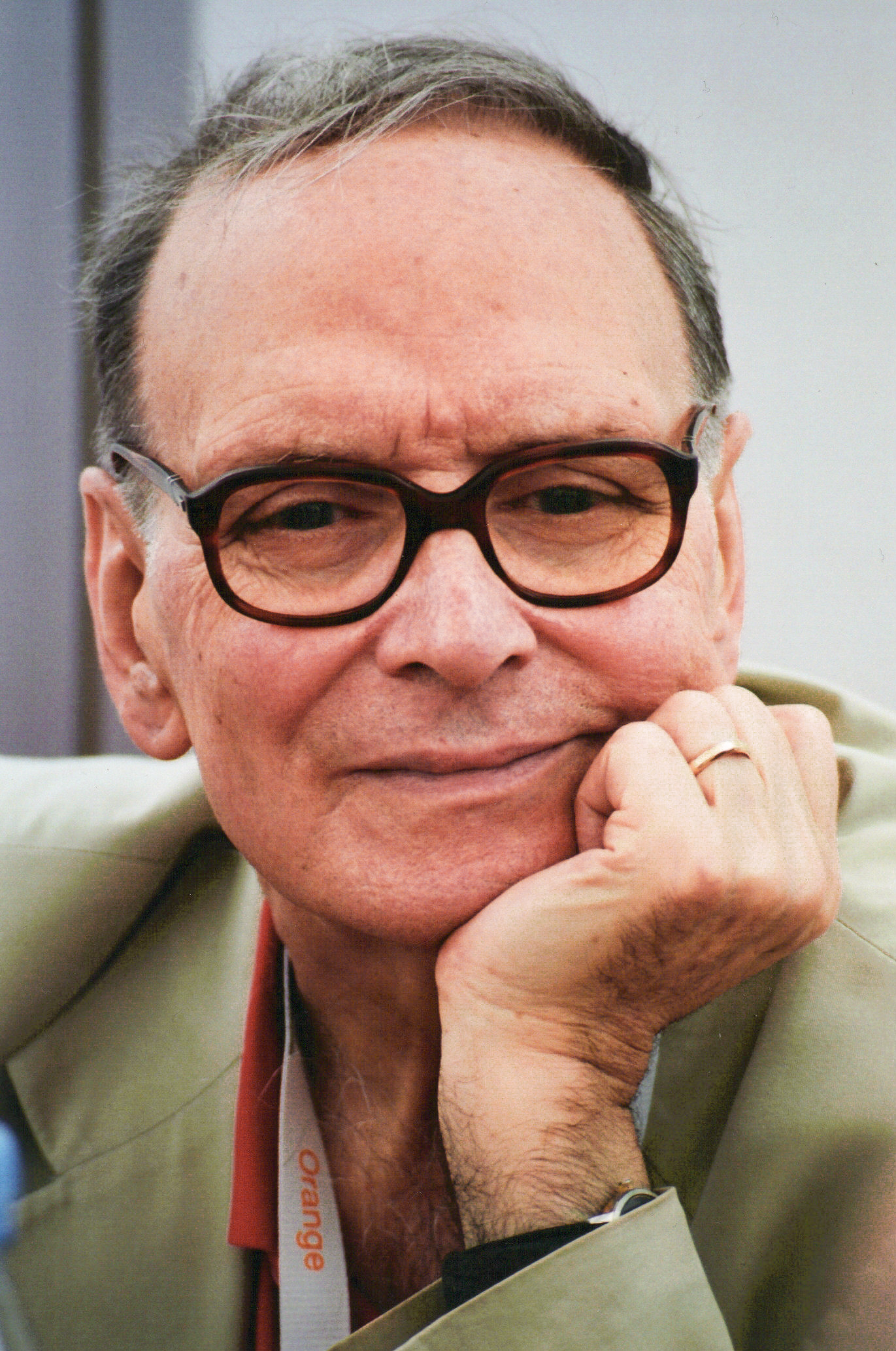
Ennio Morricone, millor compositor
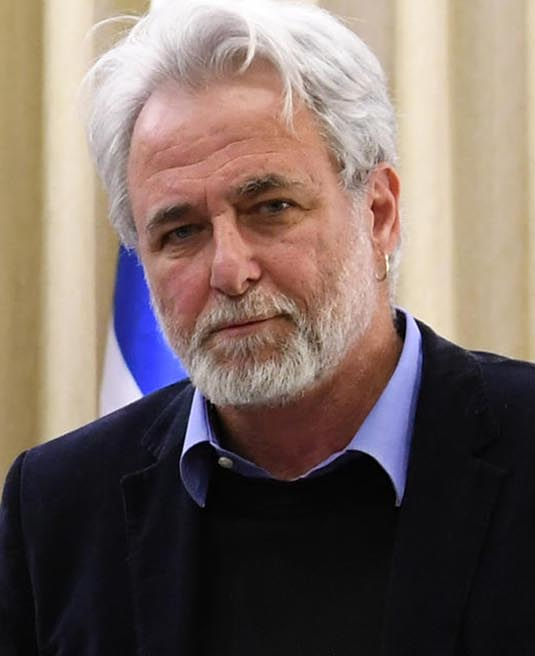
Ari Folman, millor pel·lícula d'animació
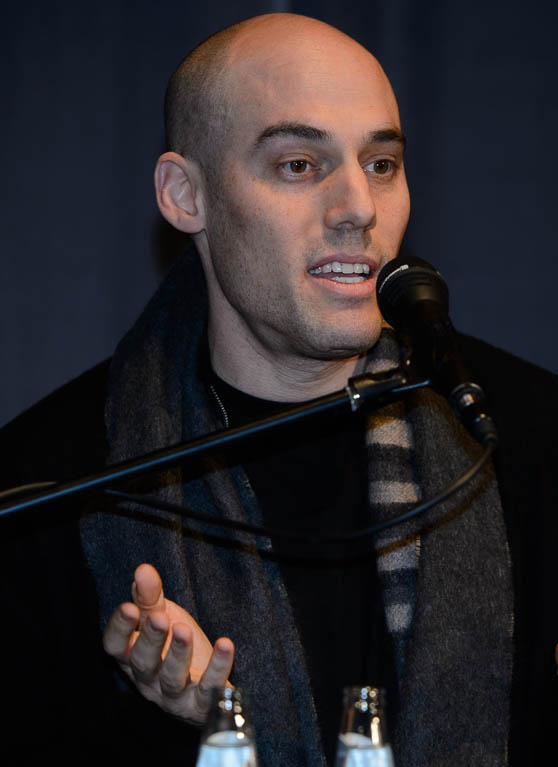
Joshua Oppenheimer, millor documental
Ruben Alves, premi del públic
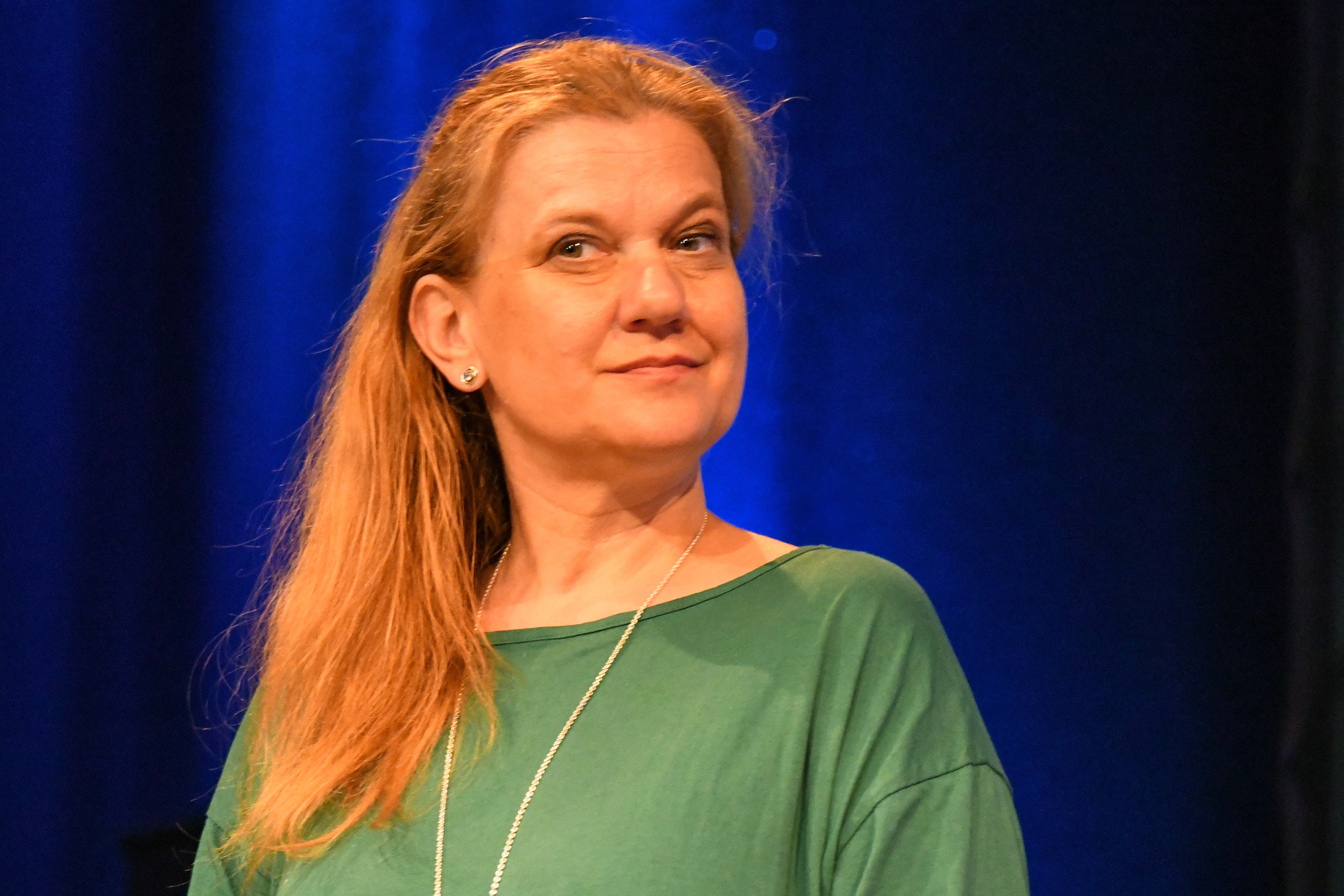
Ada Solomon, premi Eurimages
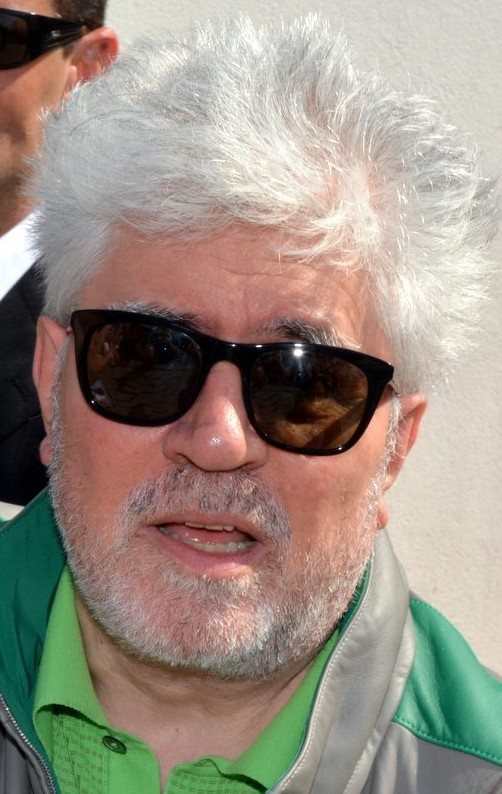
Pedro ALmodóvar, premi al mèrit europeu
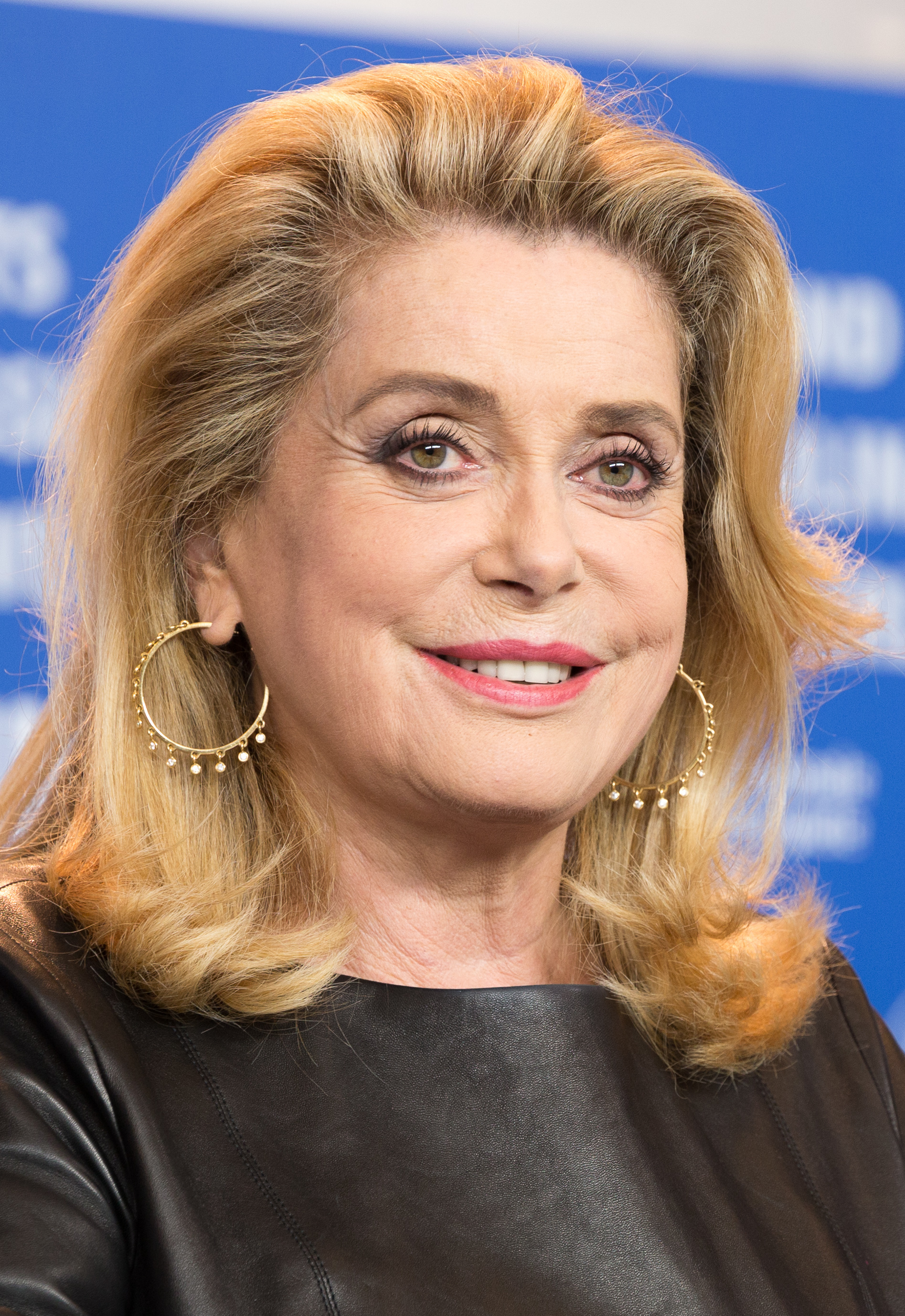
Catherine Deneuve, premi a la trajectòria